# (904) Rockefellia
(904) Rockefellia ist ein Asteroid des Hauptgürtels, der am 29. Oktober 1918 vom deutschen Astronomen Max Wolf in Heidelberg entdeckt wurde.
Benannt ist der Asteroid nach John D. Rockefeller, jr., einem US-amerikanischen Wohltäter.